# Cremnops
Cremnops (лат.) — род паразитических наездников из семейства Braconidae. Около 70 видов.

## Распространение
Всесветное.

## Описание
Мелкие перепончатокрылые наездники, длина тела около 1 см.
Представителей рода можно отличить от всех других родов Agathidinae по следующей комбинации морфологических признаков: яйцеклад длиннее, чем половина метасомы; коготки передних и средних пар ног расщепленные; нотаули малозаметные; задний трохантеллус без килей.
Близок к роду Cremnoptoides.
Виды представляют собой одиночных койнобионтов-эндопаразитоидов гусениц Lepidoptera из семейств Pyralidae, Noctuidae, Tortricidae,  Sesiidae.
Ископаемый вид † Cremnops florissanticola  Cockerell 1919 описан из эоцена США (Колорадо, Флориссант).
- Cremnops apicalipennis Berta, 1998[5]
- Cremnops ashmeadi (Morrison, 1917)
- Cremnops atripennis Szepligeti, 1914
- Cremnops bicolor Szepligeti, 1900
- Cremnops bispinosus Szepligeti, 1905[6]
- Cremnops boliviensis Berta, 1988[7]
- другие виды